# Trichothelium akeassii
Trichothelium akeassii är en lavart som beskrevs av U. Becker & Lücking. Trichothelium akeassii ingår i släktet Trichothelium och familjen Porinaceae.   Inga underarter finns listade i Catalogue of Life.